# Paratrichocladius kyogokuprimus
Paratrichocladius kyogokuprimus är en tvåvingeart som beskrevs av Sasa och Suzuki 1998. Paratrichocladius kyogokuprimus ingår i släktet Paratrichocladius och familjen fjädermyggor. Inga underarter finns listade i Catalogue of Life.